# Sitolobium stramineum
Sitolobium stramineum là một loài dương xỉ trong họ Dennstaedtiaceae. Loài này được Brack. mô tả khoa học đầu tiên năm 1854.
Danh pháp khoa học của loài này chưa được làm sáng tỏ. 